# ラルドン

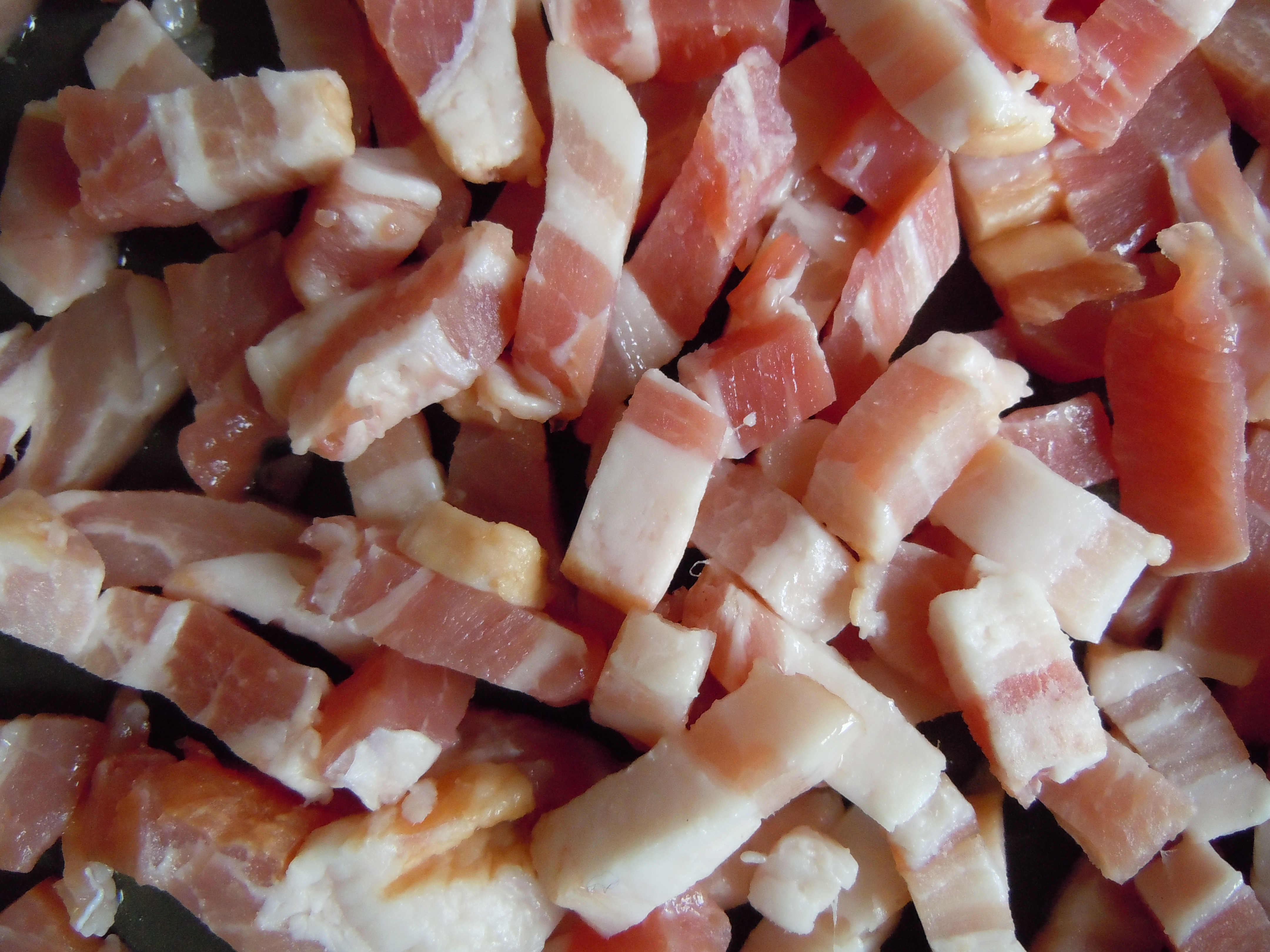
調理する前のラルドンの例

ラルドン（フランス語: lardon）は、フランスにおいて豚の背脂を棒状にカット、拍子木切りしたもの。
また、以下のものもラルドンと呼ばれることがある。
- 野菜などを拍子木切りしたもの[2]。
- 豚胸肉（豚バラ肉）を拍子木切りしたもの[2]。塩漬けにした肉が使われることが多い[2]。塩漬けにした豚胸肉をさらに燻製にしたもの（ラール・ド・ポワトリーヌ・フュメ（lard de poitrine fumé））もある[2]。
- 上述のラルドンをソテーしたもの[3]
- 上述のラルドンを燻製にしたもの[4]。

拍子木切りではなく、賽の目切りにしたものをラルドンと呼ぶこともある。
フランスでは、摂取される豚肉加工食品の50パーセントはボンレスハムかラルドンである。
ベーコンとの違いは、アメリカ合衆国やイギリスのように薄くスライスされることはなく、朝食に食べることもない。ベーコンは燻製の際に完全に火を通すが、ラール・ド・ポワトリーヌ・フュメは完全には火を通していないのことが多い。フランスでもベーコンは「イギリス式ベーコン」や「アメリカ式ベーコン」として販売されており、フランス語の辞書にも「bacon」の語は収録されている。なお、発音は「ベコーヌ」または「ベクーヌ」となる。